# Bambalalão
Bambalalão foi um programa infantil exibido pela TV Cultura entre 1980 e 1990. O programa era apresentado por Gigi Anhelli e Silvana Teixeira. Estreou em 7 de janeiro de 1980.
Era ambientado num cenário similar a um circo e contava com a participação de alunos da pré-escola e do Ensino Fundamental de escolas previamente inscritas. As crianças - entre cinco a 10 anos - eram alocadas em duas equipes que se confrontavam: a do Amarelo e a do Vermelho.
Além das competições, o programa também tinha quadros envolvendo teatros de fantoches, brincadeiras, narração e encenação de contos infantis que encerravam com o bordão: "Esta história entrou por uma porta e saiu pela outra. Quem souber, que conte outra", que acabou por se tornar a marca do programa.
Recebeu o Prêmio APCA, da Associação Paulista de Críticos de Arte em 1982 e entre 1984 a 1987, na categoria Melhor Programa Infantil. O último programa foi exibido em 22 de julho de 1990, após 10 anos no ar. O programa foi reprisado no canal por assinatura TV Rá-Tim-Bum até 2010.

## Elenco
Apresentação
- Gigi Anhelli[1]
- Silvana Teixeira[2][3]

Palhaços
- João Tadeu .... Perereca[6]
- Marilam Salles .... Tic-Tac
- Matheus Esperança .... Pam-Pam[6]

Manipulação de Bonecos e Atuação
- Memélia de Carvalho
- Álvaro Petersen[8]
- Carla Masumoto
- Chiquinho Brandão .... Professor Parapopó
- Fernando Gomes[9]
- Gerson de Abreu

Com
- Basílio Artero Sanchez
- Carlos Barreto
- Cassiano Ricardo
- Cláudio Chakmati
- Cláudio Pereira
- Dulce Muniz
- Eduardo Coelho
- Helen Helene
- Isabel Teixeira
- João Acaiabe[10]
- José Carlos
- Luiz Carlos Bahia
- Mauro Padovani
- Paulo Yutaca
- Silvio Varjão
- Vlado dos Santos

Direção
- Ademar Guerra
- Antonio Abujamra
- Arlindo Pereira
- Marcelo Amadei
- Roberto Machado Junior
- Roberto Miller
- Waldemar Jorge ("Dema Jorge")
- Zita Bressane

## Bonecos
- João Balão (Chiquinho Brandão)
- Maria Balinha (Memélia de Carvalho)
- Sapo Agapito (Memélia de Carvalho)
- Macaco Chiquinho (Memélia de Carvalho)
- Macaca Chiquinha (Memélia de Carvalho)
- Boninho (Memélia de Carvalho)
- Bambaleão (Chiquinho Brandão)[11]
- Beleléu (Fernando Gomes)[9]
- Gaspar (Fernando Gomes)[9]
- Wandernusa (Álvaro Petersen)[8]
- Pato Lero-lero (Helen Helene)
- Kid Cabelo (Gerson de Abreu)[11]
- Punkeka (Cláudio Chakmati)[11]
- João Leno (Álvaro Petersen)[8]
- Abobrinha (Gerson de Abreu)[11]
- Trio La Bamba (Gérson, Fernando e Álvaro)[8][11]
- Bob Azeitona (Carla Masumoto)